# Dimitris Salpigidis
Dimitris Salpingidis - em grego, Δημήτρης Σαλπιγγίδης (Salónica, 18 de agosto de 1981) - é um ex- futebolista da Grécia que atuava como atacante.

## Carreira
Salpingidis representou a Seleção Grega de Futebol nas Olimpíadas de 2004, quando atuou em casa.
Entrou para a história ao marcar o primeiro gol da Seleção Grega de Futebol em copas. O feito ocorreu aos 44 minutos do primeiro tempo da segunda partida da primeira fase da Copa do Mundo FIFA de 2010, disputada em 17 de junho contra a Nigeria no Free State Stadium, na cidade de Bloemfontein. Na ocasião a Grécia venceu pelo placar de 2 a 1. O segundo gol foi marcado por Vasilis Torosidis, enquanto Kalu Uche fez para os nigerianos.

## Títulos
PAOK
- Copa da Grécia - 2003

## Gols internacionais
| # | Data                    | Competição                             | Local                       | Gol   | Adversário |
| - | ----------------------- | -------------------------------------- | --------------------------- | ----- | ---------- |
| 1 | 5 de fevereiro de 2008  | Amistoso                               | Nicósia, Chipre             | 1 – 0 | Tchéquia   |
| 2 | 1 de abril de 2009      | Eliminatórias da Copa de 2010          | Heraclião, Grécia           | 2 – 1 | Israel     |
| 3 | 18 de novembro de 2009  | Eliminatórias da Copa do Mundo de 2010 | Donetsk, Ucrânia            | 1 – 0 | Ucrânia    |
| 4 | 17 de junho de 2010     | Copa do Mundo de 2010                  | Bloemfontein, África do Sul | 2 - 1 | Nigéria    |
| 5 | 11 de agosto de 2010    | Amistoso                               | Belgrado, Sérvia            | 1 – 0 | Sérvia     |
| 6 | 12 de outubro de 2010   | Eliminatórias da Eurocopa de 2012      | Atenas, Grécia              | 2 - 1 | Israel     |
| 7 | 29 de fevereiro de 2012 | Amistoso                               | Heraclião, Grécia           | 1 – 1 | Bélgica    |
| 8 | 8 de junho de 2012      | Eurocopa de 2012                       | Varsóvia, Polónia           | 1 – 1 | Polónia    |